# Sphere Facade
Sphere Facade è il cinquantatreesimo album in studio del chitarrista statunitense Buckethead, pubblicato il 3 settembre 2013 dalla Hatboxghost Music.

## Il disco
Ventiduesimo disco appartenente alla serie "Buckethead Pikes", Sphere Facade è uscito in contemporanea al precedente Spiral Trackway, dischi inizialmente pubblicati senza titolo e resi disponibili in edizione limitata, numerata e autografata da Buckethead.
Il 15 luglio 2014, l'album è stato ufficialmente pubblicato per il formato digitale.

## Tracce
Musiche di Buckethead.
1. Monorail Stop – 4:16
2. Sphere Facade 04:23
3. Waterproof Membrane – 3:30
4. Reflection Surface – 2:59
5. Viewing Deck – 4:22
6. Spokes in Space – 3:45
7. Bantam Pavilions – 4:43
8. Game Grid – 3:32

## Formazione
- Buckethead – chitarra, basso, programmazione